# R. A. J. Walling
Pour les articles homonymes, voir Walling.
Robert Alfred John Walling, né le 11 janvier 1869 à Exeter, Devon, et décédé le 4 décembre 1949, est un journaliste et un auteur britannique de roman policier qui signe toujours ses œuvres R. A. J. Walling

## Biographie
Il travaille comme reporter pour un journal de Plymouth avant d’être quelque temps représentant de commerce en Cornouailles. Revenu au journalisme en 1893 en tant que rédacteur du Bicycling News de Coventry, il épouse l’année suivante Florence Victoria Greet et s’installe de nouveau à Plymouth où il participe à la fondation du Western Evening Herald. En 1904, il est le directeur général de la Western Newspaper Company et obtient un siège au bureau des directeurs de la presse en 1915. Cinq ans auparavant, en 1910, il devient également magistrat. Ses charges étant trop lourdes, il démissionne quelques années plus tard et assume la simple fonction de rédacteur au Western Independent. Il prend sa retraite en 1945, mais conserve un poste de direction au sein de la Western Newspaper Company jusqu’à sa mort.
En marge de ses activités professionnelles, il mène une carrière littéraire en publiant d’abord des nouvelles et de courts romans policiers en feuilleton dans la presse. L’un d’eux, The Third Degree (1923), a été adapté et publié sous forme de roman en France dans la collection Le Masque sous le titre L’Agenda de M. Lanson.  Le premier roman policier publié par Walling, Le Financier Bardolph, date de 1927.  En 1932 apparaît dans Les Cinq Minutes fatales son héros récurrent, Philip Tolefree, un détective privé souvent sollicité par une compagnie d’assurance pour résoudre des énigmes dans la plus pure tradition du whodunit britannique.  Aidé à l’occasion par l’inspecteur Pierce, avec qui il se livre à une saine compétition, Tolefree est toujours assisté dans ses enquêtes par James Farrar, son fidèle ami et le chroniqueur appliqué de ses vingt-deux aventures. Plusieurs d’entre elles laissent paraître des influences directes d'auteurs britanniques des années 1930.  Ainsi The Mystery of Mr. Mock reprend des éléments des  Neuf Tailleurs  de Dorothy L. Sayers, l’intrigue de The Cat and the Corpse rappelle la pièce radiophonique La Cabine B-13  de John Dickson Carr et celle de The Corpse Without a Clue, le roman  Le Meurtre des Mille et Une Nuits du même auteur.
R. A. J. Walling a également publié deux biographies. Il est décédé le 4 décembre 1949.

## Œuvre

### Romans

#### SériePhilip Tolefree
- The Fatal Five Minutes ou Murder at Midnight (1932) Publié en français sous le titre Les Cinq Minutes fatales, Paris, Éditions de France, coll.  À ne pas lire la nuit no 92, 1936
- Follow the Blue Car ou In Time for Murder (É.-U.) (1933)
- VIII to IX ou Bachelor Flat Mystery (É.-U.) (1934)
- The Tolliver Case ou Prove it, Mr Tolefree (É.-U.) (1934)
- The Cat and the Corpse ou The Corpse in the Green Pyjamas (É.-U.) (1935)
- The Five Suspects ou Legacy of Death (É.-U.) (1935)
- The Corpse in the Crimson Slippers (É.-U.) (1936)
- The Corpse with the Dirty Face ou The Crime in Cumberland Court (É.-U.) (1936) Publié en français sous le titre Des tâches au visage, Paris, Nouvelle Revue Critique, L’Empreinte no 139, 1938
- Mr. Tolefree’s Reluctant Witnesses ou The Corpse in the Coppice (É.-U.) (1936)
- Bury Him Deeper ou Marooned with Murder (É.-U.) (1937)
- The Mystery of Mr. Mock ou The Corpse with the Floating Foot (É.-U.) (1937)
- The Coroner Doubts ou The Corpse with the Blue Cravat (É.-U.) (1938)
- More Than One Serpent ou The Corpse with the Grimy Glove (É.-U.) (1938)
- Dust in the Vault ou The Corpse with the Blistered Hand (É.-U.) (1939)
- They Liked Entwhistle ou The Corpse with the Redheaded Friend (É.-U.) (1939)
- Why Did Trethewy Die? ou The Spider and the Fly (É.-U.) (1940)
- By Hook or by Crook ou By Hook or Crook (É.-U.) (1941)
- Castle-Dinas ou The Corpse with the Eerie Eye (É.-U.) (1942)
- The Doodled Asterisk ou A Corpse by Any Other Name (É.-U.) (1943)
- The Corpse Without a Clue (1944)
- The Late Unlamented (1948)
- The Corpse with the Missing Watch (1949)

#### Autres romans
- The Secret of the Shrine (1916), court roman paru dans la presse
- The Third Degree (1923), court roman paru dans la presse Publié en français sous le titre L’Agenda de M. Lanson, Paris, Librairie des Champs-Élysées, Le Masque no 67, 1930
- The Dinner-Party at Bardolph's  ou That Dinner at Bardolph's (1927) Publié en français sous le titre Le Financier Bardolph, Paris, Librairie des Champs-Élysées, Le Masque no 75, 1931
- The Strong Room (1927)
- Murder at the Keyhole (1929)
- The Man with the Squeaky Voice (1930)
- Smoke of One (1931)
- Behind the Yellow Blind ou Murder at Midnight (1932)

### Nouvelles

#### Recueil de nouvelles
- Flaunting Moll, and Other Stories (1898)

#### Nouvelles isolées
- The Silver Dagger (1915)
- The Fatal Glove (1922)
- The Merafield Mystery (1927)
- The Fourth Man (1929)
- The Resurrection of Mr Benison (1939)
- The Red Carnation (1939)

### Biographies
- A Sea-Dog of Devon: A Life of Sir John Hawkins (1907)
- George Borrow: The Man and His Work (1908)

### Édition
- The Diaries of John Bright (1931)

## Sources
- Jacques Baudou et Jean-Jacques Schleret, Le Vrai Visage du Masque, vol. 1, Paris, Futuropolis, 1984, 476 p. (OCLC 311506692), p. 458-459.